# Gérard Wantenaar
Gérard Wantenaar MHM (* 19. März 1886 in Soest, Niederlande; † 3. Dezember 1951) war ein niederländischer Ordensgeistlicher und römisch-katholischer Apostolischer Vikar von Basankusu.

## Leben
Gérard Wantenaar trat der Ordensgemeinschaft der Missionsgesellschaft vom hl. Joseph von Mill Hill bei und empfing am 25. Juli 1909 das Sakrament der Priesterweihe. Am 2. Februar 1927 bestellte ihn Papst Pius XI. zum ersten Apostolischen Präfekten von Basankusu.
Am 8. Januar 1948 wurde Gérard Wantenaar infolge der Erhebung der Apostolischen Präfektur Basankusu zum Apostolischen Vikariat erster Apostolischer Vikar von Basankusu und Pius XII. ernannte ihn zum Titularbischof von Uzalis. Der Apostolische Vikar von Kisumu, Nicolas Stam MHM, spendete ihm am 14. April desselben Jahres die Bischofsweihe; Mitkonsekratoren waren der Bischof von Nellore, William Bouter MHM, und der emeritierte Apostolische Vikar von Manado, Joannes Walter Panis MSC.